# Ancistrus spinosus
Ancistrus spinosus är en fiskart som beskrevs av Meek och Hildebrand, 1916. Ancistrus spinosus ingår i släktet Ancistrus och familjen Loricariidae. IUCN kategoriserar arten globalt som livskraftig. Inga underarter finns listade i Catalogue of Life.